# Alpina costimaculata
Alpina costimaculata là một loài bướm đêm trong họ Geometridae.